# Armored Core 4
Armored Core 4 (アーマード・コア４?, Āmādo Koa 4) è un videogioco pubblicato dalla Agetec nel 2006 per PlayStation 3 e nel 2007 per Xbox 360. È il dodicesimo capitolo della serie della FromSoftware Armored Core. Il videogioco è ambientato nel futuro, dove una grande guerra ha lasciato le nazioni della Terra devastate ed i rispettivi governi in mano alle multinazionali.
Il gioco figura un sistema di personalizzazione dei mecha da parte dei giocatori, ed ha una modalità di gioco online in cui i giocatori possono combattersi l'uno con l'altro tramite Xbox Live o PlayStation Network. Armored Core 4 rappresenta il secondo riavvio della trama della serie, dato che non ha più alcun punto di contatto con Armored Core 3.